# ルドルフ・スカーツェル
ルドルフ・スカーツェル（Rudolf Skácel, 1979年7月17日 - ）は、チェコ・トルトノフ出身の元同国代表サッカー選手。現役時代のポジションはミッドフィールダーで、主に左サイドハーフ。姓はスカチェルとも表記される。
顔がヤン・コレルに似ていることから、コレルの愛称にちなんで「小さな恐竜」という愛称を持つ。

## 経歴
チェコ（当時チェコスロバキア）のフラデツ・クラーロヴェー州トルトノフに生まれる。地元のクラブFCフラデツ・クラーロヴェーのユースに所属し、1999年に同チームからプロデビューを果たす。2000-2001シーズンにはチームの1年でのガンブリヌス・リーガ復帰に貢献した。2002年2月、国内の強豪クラブであるSKスラヴィア・プラハに移籍。同年5月にはACスパルタ・プラハを破りチェコカップで優勝した。また、同年開催されたUEFA U-21欧州選手権にチェコ代表として出場し決勝戦に進出、フランスとのPK戦に勝利し同大会初優勝を飾った。
2003年8月、リーグ・アンのオリンピック・マルセイユに移籍した。9月13日、スタッド・ヴェロドロームでのル・マンUC戦でリーグ戦デビューし、5-0で大勝した。10月5日のSCバスティア戦でリーグ初得点かつ同チーム在籍時としては唯一となるゴールを決めた。スカーツェルの獲得を推し進めたアラン・ペラン監督が解任されると、2004年7月23日にギリシャ・スーパーリーグのパナシナイコスFCへの期限付き移籍が決定した。同チームではUEFAチャンピオンズリーグ 2004-05に出場した。
翌シーズンはスコティッシュ・プレミアリーグのハート・オブ・ミドロシアンFCに期限付き移籍。スカーツェルは開幕7試合連続ゴールを決めリーグ記録を更新し、チームも1914年のクラブ記録に並ぶ開幕8連勝を達成した。翌シーズンもクラブに残ると発表されていたが、本人が退団の意志を表明、アンディ・ウェブスターやスティーヴン・プレスリーら他の主力選手と共にクラブに別れを告げた。
2007年7月29日、フットボールリーグ・チャンピオンシップのサウサンプトンFCに移籍した。トッテナム・ホットスパーFCに移籍したガレス・ベイルの穴を埋める形で左サイドバックにコンバートされた。2008年冬の移籍市場でブンデスリーガのヘルタ・ベルリンに期限付き移籍した。
2009年10月、スラヴィア・プラハに復帰した。
2010年1月、AEL 1964に加入し再びギリシャの地を踏んだ。
2010年9月16日、ハーツへの復帰が発表された。2012年10月26日には同じリーグに所属するダンディー・ユナイテッドFCに加入。2013年3月6日、スラヴィア・プラハへ再び復帰することが発表された。

## 所属クラブ
- FCフラデツ・クラーロヴェー 1992-2002
- SKスラヴィア・プラハ 2002-2003
- オリンピック・マルセイユ 2003-2005

→  パナシナイコスFC 2004-2005（レンタル）
→  ハート・オブ・ミドロシアンFC 2005-2006（レンタル）
- サウサンプトンFC 2006-2009

→  ヘルタ・ベルリン 2008（レンタル）
- SKスラヴィア・プラハ 2009
- AEL 1964 2010
- ハート・オブ・ミドロシアンFC 2010-2012
- ダンディー・ユナイテッドFC 2012-2013
- SKスラヴィア・プラハ 2013
- FKムラダー・ボレスラフ 2015-2016
- レイス・ローヴァーズFC 2016-2017
- 1. FKプシーブラム 2017-2019

## タイトル

### クラブ
フラデツ・クラーロヴェー
- 2.リーガ（英語版） 2000-01

スラヴィア・プラハ
- チェコ・カップ 2001-02

ハーツ
- スコティッシュカップ 2005-06, 2011-12

### 代表
チェコU-21
- UEFA U-21欧州選手権 2002